# Gunhild (svensk drottning)
Gunhild, som levde under 1000-talet, var en kvinna som enligt Adam av Bremen var gift med den svenske kungen Anund Jakob. Enligt Hans Gillingstam är övriga uppgifter om henne en följd av att hon sammanblandats med Sven Estridssens kortvariga hustru, som Adam dock också ger samma namn. Se Gunhild (dansk drottning).